# دکتر هو (ویژه ۲۰۰۸–۲۰۱۰)
قسمت‌های ویژه ی سال‌های ۲۰۰۸ تا ۲۰۱۰ از سریال علمی-تخیلی بریتانیایی دکتر هو دارای ۵ قسمت ویژه بود که سری‌های چهار و پنج را به هم متصل می‌کرد.این سری در تاریخ ۲۵ دسامبر ۲۰۰۸ با قسمتی به نام دکتر بعدی شروع و با قسمت دوم قسمتی به نام آخرالزمان تمام شد.در این قسمت‌ها شاهد تجدید حیات دکتر هو و تبدیل دیوید تننت به مت اسمیت هستیم.